# Initiative populaire « Référendum facultatif en matière de traités internationaux »
L'initiative populaire fédérale « Référendum facultatif en matière de traités internationaux » est une initiative populaire suisse, approuvée par le peuple et les cantons le 30 janvier 1921.

## Contenu
L'initiative propose de modifier l'article 89 de la Constitution fédérale en lui ajoutant un troisième aliéna précisant que les traités internationaux ayant une durée de 15 ans ou plus sont, tout comme les lois édictées par le parlement, sujets au référendum facultatif.
Le texte complet de l'initiative peut être consulté sur le site de la Chancellerie fédérale.

## Déroulement

### Contexte historique
Lors de la révision complète de la Constitution en 1874, la proposition d'étendre le droit de référendum aux traités internationaux avait été proposée par plusieurs députés ; cette proposition avait cependant été repoussée par une majorité des deux chambres devant la crainte des restrictions que cette possibilité apporterait et sous le prétexte que, dans la majorité des cas, l'adoption d'un traité international ne demande aucune création ou modification de loi interne.
À plusieurs reprises avant la fin du XIXe siècle, cette question était revenue lors de l'examen de propositions de traités, et en particulier de traités commerciaux, avec des pays étrangers ; l'Assemblée fédérale avait toutefois, dans tous les cas, préféré renoncer à proposer un référendum facultatif.
C'est finalement à la suite des vives réactions provoquées par la signature de la convention du Gothard par le parlement qu'un mouvement d'action contre cette convention décide de lancer cette initiative.

### Récolte des signatures et dépôt de l'initiative
La récolte des 50 000 signatures nécessaires a débuté le 15 avril 1913. Le 11 juin de la même année, l'initiative a été déposée à la chancellerie fédérale qui l'a déclarée valide le 28 novembre.

### Discussions et recommandations des autorités
Dans son rapport daté de mai 1919, le Conseil fédéral recommande de rejeter cette initiative, statuant en particulier que « la situation de la Suisse comme partie contractante deviendrait extrêmement difficile, si elle devait réserver la ratification du peuple » ; de plus, la décision de considérer la durée du traité comme critère de distinction est jugée « dénuée de toute logique et doit être considérée [..] comme absolument défectueuse » ; le déclenchement de la Première Guerre mondiale empêche, toutefois le parlement de se prononcer sur ce sujet pendant quelques années.
À la fin de la guerre, alors que l'examen de l'initiative devait être repris par l'Assemblée fédérale, le gouvernement décide de présenter un second rapport sur le sujet sensiblement différent. En effet, ce second rapport propose un contre-projet qui garde l'esprit de l'initiative tout supprimant la limite de 15 ans pour les alliances qui, elles, peuvent être soumises librement au référendum. Le parlement, refusant de suivre le Conseil fédéral dans cette nouvelle voie, propose au peuple d'accepter cette initiative et refuse de proposer le contre-projet.

### Votation
Soumise à la votation le 30 janvier 1921, en même temps que l'initiative pour abolir la justice militaire, l'initiative est acceptée par 23 cantons, dont les six demi-cantons, seuls ceux d'Uri et de Thurgovie rejettent la proposition par une courte majorité. Les votes sont de 383 696 voix, soit 71,4 % des suffrages exprimés, contre 158 098 refus,. Le tableau ci-dessous détaille les résultats par cantons :

## Effets
Entre son entrée en vigueur et l'étude de la révision des droits populaires de 2001, le référendum facultatif a été utilisé à cinq reprises dans le cas de traités internationaux :
- L'arrêté fédéral ratifiant la Convention entre la Suisse et la France réglant les relations de commerce et de bon voisinage entre les anciennes zones franches de la Haute-Savoie et du pays de Gex et les cantons suisses limitrophes, refusé le 18 février 1923[11].
- L'arrêté fédéral concernant l’approbation de la convention conclue entre la Confédération et la République italienne au sujet de l’utilisation de la force hydraulique du Spöl, accepté le 7 décembre 1958[12]
- L'arrêté fédéral concernant la conclusion d’un accord entre la Confédération suisse et l’Association internationale de développement (IDA) relatif à un prêt de 200 millions de francs, refusé le 13 juin 1976[13]
- L'arrêté fédéral concernant la participation de la Suisse aux institutions de Bretton Woods, accepté le 17 mai 1992[14]
- L'arrêté fédéral portant approbation des accords sectoriels entre, d’une part, la Confédération suisse, et, d’autre part, la Communauté européenne, ainsi que, le cas échéant, ses États membres ou la Communauté européenne de l'énergie atomique, accepté le 21 mai 2000[15]

Une modification de l'article 89 sera acceptée par le peuple le 20 mars 1973 sous la forme d'un contre-projet direct à l'initiative populaire « contre la limitation du droit de vote lors de la conclusion de traités avec l'étranger » : les « traités internationaux d'une durée indéterminée et non dénonçables [sic] ou qui sont soumis à l'adoption ou au rejet du peuple par une décision prise à la majorité de tous les membres de chacun des deux conseils » sont soumis au référendum facultatif alors que ceux visant à l'adhésion à des organisations de sécurité collective ou à des organisations supranationales sont soumis au référendum obligatoire.
Lors de la votation populaire du 9 février 2003, le peuple accepte une révision des droits populaires qui entraîne, entre autres, l'ajout des traités internationaux contenant « des dispositions importantes fixant des règles de droit ou dont la mise en œuvre exige l’adoption de lois fédérales » à la liste des objets soumis au référendum facultatif.